# Baby (TV-serie)
Baby är en italiensk dramaserie om ungdomar i det välbärgade området Parioli i Rom. Serien är regisserad av  Andrea De Sica och Anna Negri. Den första säsongen släpptes den 30 november 2018 på Netflix och den 21 december 2018 meddelades det att det kommer en säsong 2.
Serien är löst baserad på verkliga händelser från 2013-2014, då det uppdagades att två tonårsflickor, 14 år respektive 15 år, från Roms välbärgade Parioli-distrikt sålde sex för att köpa designerkläder, dyra elektronikprylar och narkotika. Skandalen, som kom att kallas "Baby Squillo", fick stor medial uppmärksamhet i Italien då det bland annat framkom att minst 50 män hade betalat för sex med flickorna, däribland högprofilerade advokater, politiker, FN-medarbetare, bank- och finansmän, såsom Benito Mussolinis barnbarns man, Mauro Floriani. Det visade sig även att den ena flickans mamma hade pressat sin dotter till prostitution, och skandalen uppdagades efter att den andra flickans mamma kontaktade polisen för oro över sin dotters beteende och inkomst.

## Handling

### Säsong 1
Säsong 1 handlar om ett par ungdomar som går på den fiktiva privatskolan Collodi i Parioli. Tonåringarna lever till synes oskyldiga och perfekta liv i den välbärgade delen av Rom, men under ytan döljer sig förbjuden kärlek, familjeproblem och andra hemligheter. Huvudkaraktärerna Chiara och Ludovica söker mer spänning och börjar leva hemliga dubbelliv i stadens undre värld där de drivs in i prostitution.

## Rollista (i urval)[5]
- Benedetta Porcaroli – Chiara Altieri
- Alice Pagani – Ludovica
- Riccardo Mandolini – Damiano Younes
- Chabeli Sastre Gonzalez – Camilla Govender Rossi
- Brando Pacitto – Fabio Fedeli
- Lorenzo Zurzolo – Niccolo Govender Rossi
- Galatea Ranzi – Elsa
- Tomasso Ragno – Rektor Fedeli
- Massimo Poggio – Arturo Altieri
- Mehdì Nebbou – Khalid Younes
- Giuseppe Maggio – Fiore
- Mirko Trovato – Brando
- Federica Lucaferri – Virginia
- Beatrice Bartoni – Vanessa
- Marjo Berasategui – Camillas mor
- Isabella Ferrari – Simonetta
- Claudia Pandolfi – Monica
- Paolo Calabresi – Saverio

## Mottagande
Serien har fått kritik för att glamorisera barnprostitution. Den 11 januari 2018 skickade The National Center for Sexual Exploitation (NCOSE) i USA ett brev till Netflix med underskrifter från mer än 50 aktivister, socialtjänst-arbetare och offer för sex-trafficking, i vilket de krävde att Netflix skulle dra tillbaka serien innan publicering.